# Kia Pro-cee'd
O Pro-cee'd é um automóvel compacto da Kia. Trata-se da verão de duas portas do Cee'd.